# Japans-Surinaamse betrekkingen
Japans-Surinaams betrekkingen verwijzen naar de huidige en historische betrekkingen tussen Japan en Suriname.
Japan erkent Suriname sinds de Surinaamse onafhankelijkheid op 25 november 1975; diplomatieke betrekkingen werden anderhalve week later, op 6 december, aangegaan.

## Diplomatieke missies
Vanaf november 1976 deed de ambassade van Japan in Venezuela dienst als vertegenwoordiging voor Suriname. Vervolgens werd een Vertegenwoordigingsbureau in Paramaribo gevestigd die dienst deed tot 2006. Sindsdien wordt de vertegenwoordiging van Japan in Suriname vanuit de ambassade in Trinidad en Tobago onderhouden.
Suriname wordt in Japan vertegenwoordigd door de ambassade van Suriname in China.

## Banden
Japan onderhoudt betrekkingen met de Caricom voor de gehele regio. Geografisch is de regio ver verwijderd waardoor er historisch bijna geen contact is geweest.
Volgens officiële cijfers bevinden zich rond 2020 minder dan tien Japanners in Surinamer en evenmin Surinamers in Japan.

## Hulp
Er werd in 2017 6 miljard Japanse yen (circa 45 miljoen euro) aan ontwikkelingshulp verleend, waarmee Japan op dit vlak in de top 5 staat. De ondersteuning vindt met name plaats aan de visserijsector, en verder in rampenbestrijding gericht op orkanen, tsunami's en aardbevingen. Verder zoekt het Japanse bedrijf Teishi naar olie voor de kust van Suriname.
De mate van steun wordt voor een deel toegedicht aan de gunstige stemming van Suriname bij de Verenigde Naties, al ontkende de regering-Bouterse de wederkerigheid. Suriname stemde bijvoorbeeld jarenlang voor de walvisvangst, terwijl Japan de visserijsector tegelijkertijd ondersteunde. Er kwam onder meer een dure visserijhaven met Japanse steun.